# La mujer del hatillo gris
La mujer del hatillo gris es un cortometraje español dirigido y escrito por Luis Trapiello, y protagonizado por Álex Angulo, María Botto, Celso Bugallo y Pablo Rivero.

## Sinopsis
La historia se localiza en terrenos castellanos y está orientada en los años 40. María se encuentra caminando bajo el sol abrasador hacia la Prisión de Ocaña, en Toledo, con el fin de encontrarse con su marido preso.
Las escenas intentan imitar el estado en el que quedaron las tierras de Castilla en la postguerra y el fin de recordar a todos aquellos que cayeron durante la misma en los alrededores de Ocaña.
El cortometraje fue rodado durante el mes de septiembre de 2010 en Valencia de Don Juan y Castrillo de los Polvazares, dos humildes localidades leonesas que ofrecieron sus servicios y colaboraron para conseguir realizar el corto con éxito.

## Reparto
- Álex Angulo, como funcionario de prisiones.
- María Botto, como María.
- Celso Bugallo, como Pastor.
- Pablo Rivero, como un joven.

## Premios

### 2012
- Taos Shortz - Mejor cortometraje[2]
- Corto del Año - Mención especial del jurado
- Festival de Cortometrajes "Curt al Pap" - Mención de honor del jurado

### 2011
- Curtas Film Fest - Mejor cortometraje de ficción[3][4]
- I Mostra de Curtmetratges Per la Identidad Catalunya - Premio del público
- Barossa Valley International Film Festival - Mejor cortometraje internacional[5]
- Radar Hamburg International Independent Film Festival - Mejor cortometraje
- Certamen Nacional de Cortometrajes Ciutat de Valls - Mejor cortometraje de ficción
- XXX Concurso de Cine y Vídeo de Navás - Mejor cortometraje de ficción
- Festival Internacional de Cine Documental y Cortometraje de Bilbao (ZINEBI) - Mejor Cortometraje